# Administrativní dělení Botswany

Distrikty Botswany (městské distrikty nejsou zobrazeny.)

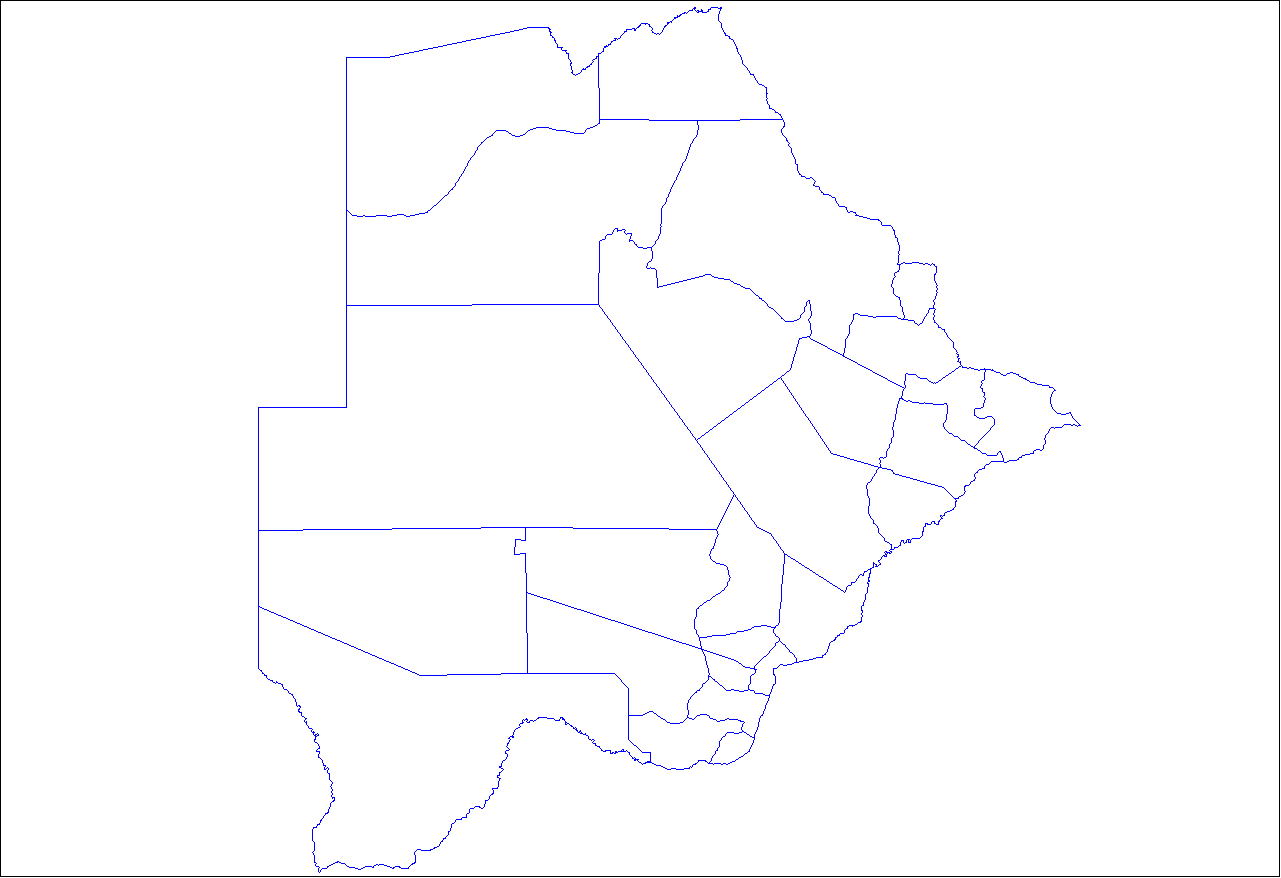
Okresy Botswany

Botswana se dělí na 17 distriktů (10 venkovských a 7 městských). Ty se dále dělí na okresy.

## Seznam distriktů Botswany
| Distrikt                           | Hlavní město  | Rozloha (km²) | Počet obyvatel | Hustota zalidnění(/km²) | Počet okresů |
| ---------------------------------- | ------------- | ------------- | -------------- | ----------------------- | ------------ |
| Město Gaborone                     | Gaborone      | 169           | 231 592        | 1 370                   | 1            |
| Město Francistown                  | Francistown   | 79            | 98 961         | 1235                    | 1            |
| Město Lobatse                      | Lobatse       | 42            | 29 007         | 691                     | 1            |
| Město Selebi-Phikwe                | Selebi-Phikwe | 50            | 49 411         | 990                     | 1            |
| Město Jwaneng                      | Jwaneng       | 100           | 18 008         | 180                     | 1            |
| Město Orapa                        | Orapa         | 17            | 9 531          | 561                     | 1            |
| Město Sowa                         | Sowa          | 159           | 3 598          | 22, 63                  | 1            |
| Jižní distrikt                     | Kanye         | 28 470        | 197 767        | 6,9465                  | 5            |
| Jihovýchodní distrikt              | Ramotswa      | 1 780         | 80 014         | 47, 76                  | 3            |
| Distrikt Kweneng                   | Molepolole    | 31 100        | 304 549        | 9, 793                  | 2            |
| Distrikt Kgatleng                  | Mochudi       | 7 960         | 91 660         | 11, 515                 | 2            |
| Centrální distrikt                 | Serowe        | 142 076       | 576 064        | 4,054619                | 16           |
| Severovýchodní distrikt            | Francistown   | 5 120         | 60 264         | 11,77                   | 2            |
| Severozápadní distrikt (Ngamiland) | Maun          | 109 130       | 152 284        | 1,39544                 | 3            |
| Distrikt Chobe                     | Kasane        | 20 800        | 23 347         | 1,1225                  | 1            |
| Distrikt Ghanzi                    | Ghanzi        | 117 910       | 43 095         | 0,365491                | 2            |
| Distrikt Kgalagadi                 | Tsabong       | 105 200       | 50 752         | 0,48243                 | 3            |